# Falster-klassen
Falster-klassen var minelæggere specielt bygget til udlægning af mange søminer. Der blev bygget fire næsten ens minelæggere til Søværnet og en tilsvarende enhed til den tyrkiske flåde.
Minelæggerne af Falster-klassen havde til primæropgave at udlægge selvvirkende minefelter, dels i forbindelse med antiinvasionsforsvaret af Danmark, dels som spærring af gennemsejlingsfarvandene. Minelæggerne af Falster-klassen kunne medtage omkring 300 selvvirkende miner ad gangen, og de kunne laste miner i en hvilken som helst havn på ganske få timer. For ombordtagning af disse og andet grej anvendte skibet fire hydrauliske kraner, der hver havde en løfteevne på op til 2 tons. Til minelægning var skibet på minedækket udstyret med fire skinnebaner og apparatur til såvel automatisk som manuel udlægning af både kontakt- og afstandsminer. I løbet af 24 timer kunne to minelæggere af Falster-klassen lukke de danske gennemsejlingsfarvande Storebælt, Lillebælt og Øresund.
Oprindeligt var Falster-klassen udstyret med 2 pjecer med dobbeltløbede 76 mm kanoner, først dog uden skjold,. Det agterste kanontårn blev dog fjernet i 1993-94 for at give plads til et Stingerbatteri
| Pnt. | Navn     | Kølen lagt      | Søsat              | Indgået            | Navngivet af | Skæbne                  | Kaldesignal |
| ---- | -------- | --------------- | ------------------ | ------------------ | ------------ | ----------------------- | ----------- |
| N80  | Falster  | 7. april 1962   | 19. september 1962 | 7. november 1963   | Mrs. Keller  | Udgået 1. januar 2000   | OVLN        |
| N81  | Fyen     | 12. april 1962  | 3. oktober 1962    | 18. september 1963 | -            | Udgået oktober 2003     | OVLO        |
| N82  | Møen     | 4. oktober 1962 | 5. marts 1963      | 29. april 1964     | -            | Udgået 22. oktober 2004 | OVLP        |
| N83  | Sjælland | 17. januar 1963 | 14. juni 1963      | 7. juli 1964       | -            | Udgået 1. januar 2000   | OVLQ        |
| N110 | Nusret   | -               | -                  | 16. september 1964 | -            | -                       | TBBD        |

## Konstruktion
N80 Falster og N83 Sjælland blev bygget på Nakskov Skibsværft, N81 Fyen, N82 Møen og N108 (senere N110) Nusret på Frederikshavn Værft og Flydedok A/S.